# 여가

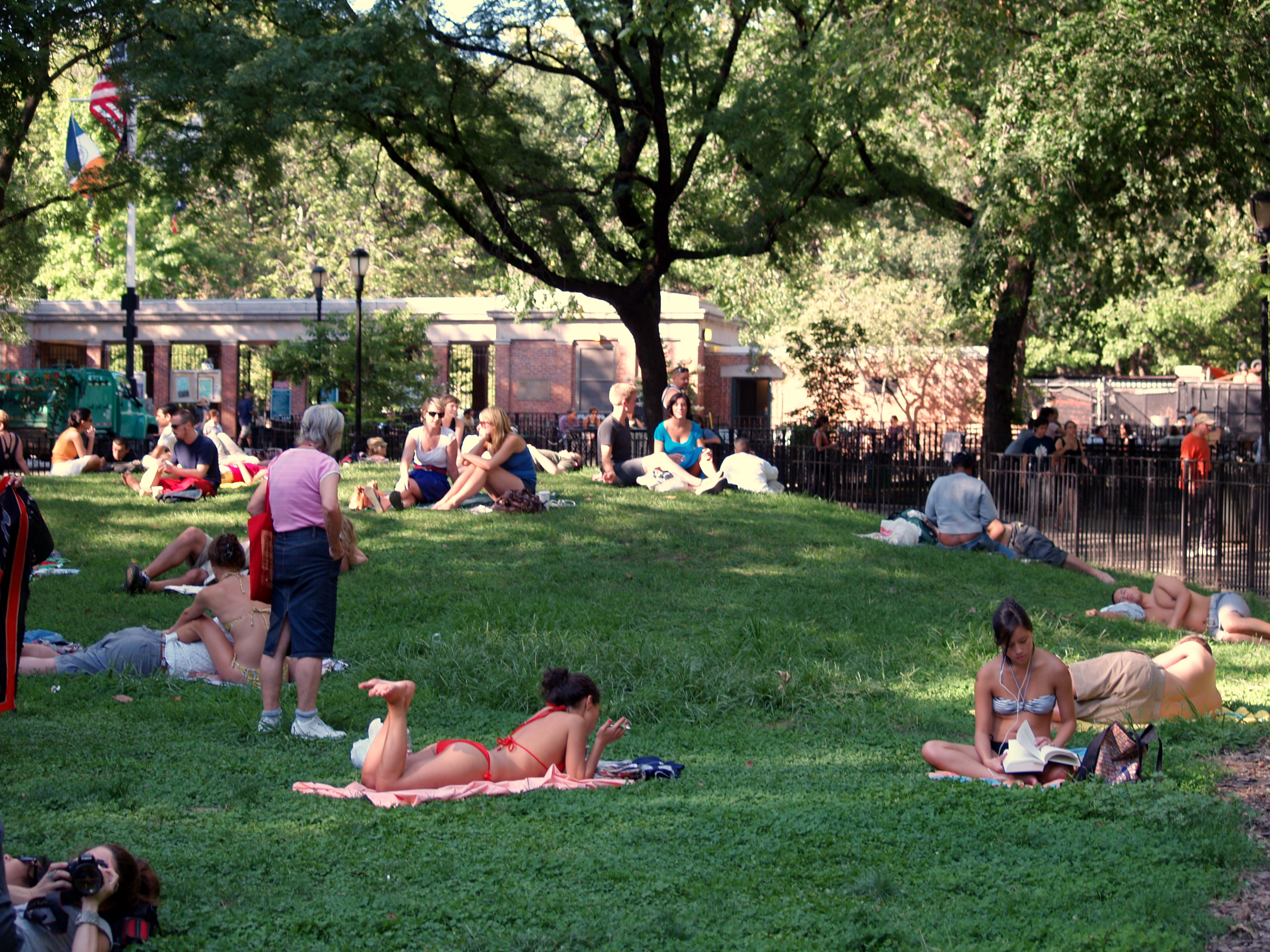
여가를 즐기는 사람들

여가(餘暇, 문화어: 짬) 또는 레저(영어: leisure 또는 free time)는 직업상의 일이나 필수적인 가사 활동 외에 소비하는 시간이다. 먹기, 자기, 일하러 가기, 사업하기, 수업에 출석하기, 숙제하기, 집안일과 같은 의무적인 활동 전후에 남는 자유로운 시간이다.
올바른 여가를 체험하려면, 다음의 세 가지 기준을 만족해야 한다.
1. 체험을 내가 즐길 수 있어야 한다.
2. 자발적으로 참여해야 한다.
3. 본질적으로 자기만의 장점으로 동기 부여가 되어야 한다.

## 기원

### 어원
여가의 영어 낱말 레저(leisure)는 14세기 초 중세에 처음 나타난 옛 프랑스어 leisir를 통하여 "허가된, 여유가 있는"의 뜻을 가진 라틴어 licere에서 나온 것이다.
레저란 노동이나 직무로부터 일시적으로 면제되어 갖게 되는 자유시간을 말하는 영어를 그대로 옮겨 쓰는 외래어이다. 이 말은 노동과 직무뿐만 아니라 일체의 용무(用務)나 책임으로부터 해방되어 개인이 자기 뜻대로 이용할 수 있는 시간을 의미하기도 하는데 자유시간 또는 자유시간을 갖게 된 데서 오는 자유로움이나 좋은 기회를 의미하기도 한다.

### 개념
여가라는 개념은 기본적으로 산업사회(産業社會) 이후의 개념으로 기술의 발전과 인권 강화에 의해 노동자의 자유시간이 증가한 이후 주목을 받아 온 현상이라고 할 수 있다. 기계가 작업에 효율성을 더하자, 일반 노동자는 일주일에 20시간 이상이나 일을 단축할 수 있었다. 그에 더불어 노동 시간 외의 구속되지 않은 오락, 이를테면 스포츠 행사나 연극 등을 즐기게 되었다. 이 때문에 19세기 말부터는 레저를 하나의 사회현상으로 보고 많은 사회과학자가 주요 연구제목으로 다루어 왔다. 학자들이 레저 현상을 다룰 때는 레저를 단순한 자유시간이나 자유시간에서 갖게 되는 자유로움만을 의미하는 것이 아니라 자유시간의 이용 또는 그것을 이용하는 활동 자체로 보는 경우가 많다. 레저를 산업사회 이후의 개념으로 보는 것은 그 이전에는 노동과 놀이 또는 오락이 확연히 구분되지 않았기 때문인데 이것은 레저를 ① 공동의식(共同意識)이라는 제약을 통해 사회가 구성원들의 활동을 지배하지 않고 ② 노동이 기타 활동과 구분된다는 2가지 점을 전제로 하고 있기 때문이다.

## 여가 연구의 역사
레저의 의미를 엄격히 따지면 노동이나 직무 뿐만 아니라 가족이나 친척 혹은 교회 등 사회의 기초적 제도에 의해 지시되는 제도적 용무(制度的用務)로부터도 해방된 자유를 의미하며 동기부여(動機附與)가 경제적 이익과는 거리가 먼 것이다. 따라서 개인적인 만족을 위한 자유시간의 활용을 의미하게 되며 이에서 얻어지는 개인의 만족스러운 상태 그 자체가 목적이면서 쾌락을 찾는 활동이라는 것이 레저의 또 하나의 기본 성격이라고 할 수 있다. 노동에서 소외되지 않는 전인(全人)의 창조에 역점을 두었던 일부 사회주의적 입장에 있던 학자들은 비록 레저가 노동자의 사회적 해방과 자유시간의 증가라는 점에서 일단 환영했지만, 그것이 또 하나의 노동의 소외에서 초래되는 것이라는 것에 주목해 왔다. 이 때문에 마르크스는 노동과 레저가 대립적 위치를 초월하는 것을 이상적인 노동조건의 하나로 생각했으며 이것은 전인의 창조에 의해 가능한 것으로 보았다. 오귀스트 콩트 같은 사회학자는 미래사회의 전망에 있어 마르크스와는 다른 입장에 있었지만, 기술의 발전과 사회적 해방이라는 수단을 통해 레저를 점차 획득하게 될 것이라는 데는 견해가 일치했으며 이 때문에 두 사람은 레저문제에 상당한 비중을 두었다. 그 후 사회과학자들은 노동자의 교육 정도의 상승과 그들이 공공생활에서 수행하는 역할의 증가, 국민소득의 증가를 레저의 증가와 연결시켜 왔다. 레저연구의 첫 팸플릿은 1883년 폴 라파르그의 『게으를 수 있는 권리(Le droit a' la paresse)』였지만 초기 레저의 사회학적 연구로는 소스타인 베블런의 『레저계급 이론(The Thoery Leisure Class)』을 꼽는다. 8시간 노동의 도입은 사회개혁가들의 희망을 이루어 준 것이었지만 한편으로는 그들에게 큰 걱정거리를 안겨 주었는데 그것은 바로 노동자들의 노동시간 단축에서 오는 자유시간을 과연 자신들의 발전을 위해 쓸 것인지 또는 유흥으로 허비할 것인지를 걱정한 것이었다. 이 때문에 구 소련에서는 1925년 스트루믈린의 연구 이후 개인의 '시간 예산(時間豫算)'에 관한 연구를 자극했고 구 소련정부는 레저의 조직에 관한 정책을 개발시켜 왔으며 1924년에는 국제노동기구(International Labor Organization)가 노동자의 자유시간을 주제로 제1차 국제회의를 열었다. 이 회의에는 18개국으로부터 300명의 대표가 참석한 바 노동시간이 감소할수록 레저활동은 더욱 조직화할 것이라는데 많은 사람의 의견이 일치되었다.
2차 대전 이후 레저의 사회학적 연구는 새로운 국면에 들어섰으며, 1950년에 나온 데이비드 리스먼의 『고독한 군중(The Lonely Crowd)』은 그 대표작이라고 할 수 있다. 그는 이 저서에서 대량소비, 대중문화단계에 들어간 20세기 중엽부터 동료집단(同僚集團)이나 또는 매스컴에 의해 전달된 가치와 규범에 의해 지배되는 타인지향적 인간형에 주목했으며 이 때문에 레저문제는 그의 큰 관심을 끌었었다.레저의 조직화 문제는 점차 레저산업이 대두될 정도로 서구에서는 상업화하기 시작했고 레저의 강한 상업성은 다시 여러 가지 사회적 역기능(逆機能)을 초래하여 무책임한 상업시스템에 의해 인위적으로 비대해진 오락의 가치가 '새로운 대중의 아편'이 될 것인지 아닌지에 학자들은 많은 관심을 두고 있다. 상업시스템에 의해 인위적으로 조작되는 오락의 가치는 강한 타인지향적 성격 때문에 레저의 소외현상까지도 초래하고 있으며 이는 레저가 현대인의 또 하나의 사회적 용무가 되어 레저 본래의 의미를 상실한 채 사회적 강제성마저 띠어가고 있는데, 이러한 현상은 비단 서구에서뿐만 아니라 60년대 중반 이후의 한국에서도 부분적으로 나타나고 있다고 하겠다.

## 자본주의, 사회주의
자본주의 사회에서 적극적인 여가 활동은 긍정적으로 파악된다. 적극적인 여가 활동은 대부분 시간에 따라 돈이 필요하다. 그러므로 가난한 사람에게는 적극적인 여가 활동을 누리지 못하는 경우가 많다. 자본주의 사회에서 부를 가진 사람은 더욱 큰 지위에 있다고 볼 수 있다. 아무것도 하지 않는 것처럼 보이는 수동적인 여가 활동에서도 휴가 등의 환경에서는 시간에 따라 돈이 필요하므로 자본주의 관점에서도 긍정적으로 파악된다.
한편, 자본주의 사회에서 집에서 아무것도 하지 않는 사람들은 그 소유 재산에 관계없이 나태하게 보일 수도 있다. 풍족할 수 있는 사람들이 풀에 엎드려 누워서 아무것도 하지 않는 경우, 만일 그곳이 자택이면 또한 나태하게 보일 수 있다. 그러나 활동의 지위 수준 평가는 이것과는 별개이고 개인이 어느 정도 돈을 들이는가로 정해지며, 자신이 소유하는 풀에서 아무것도 하지 않는 경우는 지위가 높고 집에서 (케이블이 아닌) 텔레비전을 보는 것은 지위가 보통인 것으로 평가된다.
1930년대 자본주의의 고도성장과 더불어 대중사회화 현상이 출현하자 미국이나 서구(西歐)의 선진자본주의 제국(諸國)에서는 레저의 대중화, 즉 매스 레저(mass leisure) 현상이 야기되었다. 게다가 기술혁신에 수반한 노동시간의 단축과 생산력의 비약적인 증대가 가져오는 소득의 상승과 평준화의 촉진은 근로대중의 생활시간과 수입면에 어느 정도의 여유를 부여하였고, 레저 붐(leisure boom)에 박차를 가하게 되었다.
반면, 사회주의에서는 사회에 공헌하지 않는 활동은 부정적으로 보인다. 그러나 켄트 주립 대학 마커스에 따르면 여가 사회주의를 신봉하는 미국인도 1960~1970년대에 걸쳐 존재했다고 한다.

## 여가의 종류
레저는 그 시대·지역·민족 등에 따라 많은 차이가 있다. 또 이것은 개인의 주관적인 기분이나 행동 등에 의해서도 그 기준이 다르므로 한마디로 규정짓기는 힘들다. 외국에서 말하는 레저는 주로 대량생산·대량소비 등 고도로 발달된 매스 사회에서 행하는 매스 레저(mass leisure)를 가리킨다.
여가의 종류는 다음과 같다.
- 적극적인 여가 활동: 육체적, 정신적인 힘을 이용한다. 걷기, 요가와 같은 힘이 덜 드는 활동이 있는가 하면, 킥복싱, 축구와 같은 힘이 많이 필요한 활동도 있다.
- 수동적인 여가 활동: 사람이 중대한 물리적, 정신적인 힘을 발휘하지 않는다. 영화 보기, 텔레비전 보기, 슬롯 머신에서 도박하기 등을 예로 들 수 있다.

## 국가별 여가

### 대한민국
한국이 과연 대중사회인가의 여부는 학자들 간에도 논란이 있었지만 한국이 '이시적(異時的) 사회특성의 동시적 혼재(混在)'를 하나의 특징으로 하고 있다는 것이 많은 학자들에 의해 지적되어 부분적으로나마 이같은 현상이 나타나고 있음을 알려주고 있다.낚시와 등산·영화관람 등이 대표적 레저패턴이던 한국의 레저경향도 60년대 중반 이후로는 그 양상에 점차 변화를 일으켜 왔으며 특히 70년대 이후부터 레저에 대한 의식이나 그 양상에 현격한 변화가 눈에 띄게 일어났다.'일요낚시과부'라는 별명까지 낳게 한 낚시나 '등산공해(公害)'가 논란이 될 정도였던 등산열은 1970년 경부고속도로 개통으로 좀 더 장거리화한 것 외에는 별다른 변화가 없다고 하겠으나 영화관람·관광·유원지 여행 등에는 큰 변화가 오고 있다고 하겠다. 즉, 레저의 산업화현상이 점차 두드러지기 시작하여, 대량화하는 한편 레저활동이 점차 필수적인 강제성을 띠어가고 있다고 할 수 있다. 레저의 산업화는 강한 상업성 때문에 레저 본래의 자유로운 여가이용이라는 의미보다는 '눈에 띄는 소비'에 의한 모방의 일변마저 나타내고 있다 하겠다.1973년 4월 전국의 텔레비전 대수가 100만대를 돌파하게 되면서부터 점차 줄어드는 영화관람객수와 함께 한국의 레저양상이 변화하였다. 1969년에 173,043,272명이던 영화관람객수는 계속 감소현상을 나타내어 1972년 118,723,789명으로 일단 가정을 떠났던 레저의 기능이 텔레비전이 있는 가정으로 돌아가는 것같이 보여졌으나, 이는 새로이 등장하기 시작한 각종 레저로 다양화를 초래하여 1가지 레저에 집중되지 않고 분산되는 현상의 일면으로 파악되었다. 볼링이나 각종 체육장에 의한 테니스, 요가 등 각종 레저가 등장하기 시작했으며 급격히 대중화되었다. 그러나 이들 레저는 강한 상업적 성격에 의해 레저의 계층화 현상마저 빚게 되었다. 경부고속도로 등 고속도로의 개통도 레저에 변화를 가져왔는데 등산·낚시 등이 장거리화한 것 외에도 부산 등지의 유원지가 한여름 때면 '바닷물이 따뜻해졌다'는 표현이 나올 정도로 바캉스 레저의 대량화를 촉진시키고 있으며, 전국 321개의 관광호텔의 3만 6,211 객실(1989년 말 통계)의 국내인 점유율을 점차 높아지게 하고 있는 주요 요인이 되고 있다.
한국에서도 1960년대 후반에 이르러 경제성장에 따른 공업화·도시화가 진전되어 대중사회화 현상이 나타나고 레저 붐을 일으켰다. 여름에는 더위를 피하여 해수욕장으로, 겨울에는 스키나 스케이트, 봄·가을에는 각지의 명승·관광지에 많은 사람이 찾아들게 되었다. 게다가 경부고속도로의 개통으로 마이 카 족(族)들은 주말이면 그 연변의 명승·관광지를 쉽사리 찾아가 하루나 이틀을 즐길 수 있게 되었다. 골프장이 시골에까지 확산되는 등 골프인구가 급증하고, 그 외에 등산·볼링·드라이브·영화감상·스포츠 등 여가를 즐기는 방법도 다양해졌다. 그러나 이런 현상은 고도로 기술화되고 효율화된 사회에 있어서의 인간소외와 전통적인 제도와 관습에 대한 불만이나 관리사회(管理社會)에 있어서의 긴장감의 심각화 등을 해소하려는 레저 붐은 아니었다. 구미(歐美) 선진국과 같이 사회적·경제적 여건이 성숙되어 있지 않은 사회에 미국·일본 등의 매스 레저 현상이 도입되어 부분적으로 붐을 형성한 것이다. 다시 말해서 한국에서의 1970년대를 전후한 레저, 바캉스 붐은 경제적·시간적 여유가 있는 일부 계층에 해당되는 현상이며, 선진국의 매스 레저 현상과는 다른 양상을 띠고 있었다. 또 레저산업이 발달되어 있지 않아 골프·볼링·관광여행 등은 외국의 경우보다 비용이 많이 들어 사치성을 띠게 되고 대중들의 소비생활을 압박하기도 하였다.윤리면에서도, 매스 레저현상이 일어나고 있는 외국에서는 일을 하지 않고 노는 것을 죄악시했던 생각이 즐기기 위한 노동이라는 생각으로 변화되었다. 반면에 한국에서는 경제자립이라는 목표하에 소비·향락보다는 근면·저축·검소의 가치관이 지배적이었다. 그러나 선진국의 영향을 받아 '소비는 미덕이다'라는 풍조도 퍼지게 되었다.

#### 한국의 레저활동
한국도 매스 사회로서 레저를 즐기는 단계에 이르렀다. 일부 계층만이 누린다고 생각해 왔던 테니스나 볼링을 이제는 누구나 즐길 수 있게 되었으며, 영화는 완전 보편화되었고 요즘은 실내 수영이나 에어로빅, 당구, 골프 등을 즐기고 있다.
(1) 영화(映畵)－한국에서도 외국에서와 같이 영화가 레저의 매체로서 많은 사람들로부터 사랑을 받고 있다. 특히 한국에서는 외국과 같은 레저산업이 발달되어 있지 않고 경제적·시간적 여유가 적을 때 영화가 레저의 큰 몫을 차지했다. 짧은 시간과 적은 비용으로 관람할 수 있는 영화는 광복·전쟁 등 잇따른 혼란과 비극의 어두운 현실을 망각·위로하는 수단으로서 이용되었다. 1963년에 96,059,711명의 관객이 동원되었고, 1964년 104,579,315명, 1965년 11,697,527명, 1966년 156,336,340명, 1967년 164,077,224명, 1968년 171,341,354명으로 계속 증가하였다. 그러나 경제력이 향상되고 텔레비전의 보급이 이루어진 1970년 전후부터는 관객이 줄어들었다. 1969년 173,043,272명을 고비로 감소하기 시작하여 1974년 97,375,813명, 1982년에는 42,737,086명까지 감소했으며, 1994년 48,353,326명대를 유지하고 있다. 1970년대에 들어와서 특히 도시에서는 볼링·관광여행·테니스·골프 등 적극적인 레저의 보급으로 대리경험적 레저인 영화가 외면되어 왔으나 이제는 예술의 한 분야로서 고유의 영역을 지키고 있다.
(2) 텔레비전－1960년대 후반부터 경제성장에 따른 구매력의 향상으로 전에는 사치품으로 생각되었던 텔레비전이 해를 거듭할수록 보급되었고, 여가를 보내는 주요 수단이 되었다. 그리고 상업방송국의 개국(開局)으로 1965년에 3만 1,000대였던 텔레비전 수상기 수가 1972년 말에는 미등록 대수를 합쳐 100만대를 넘어섰다. 1995년에는 9백10만1천대로 1대당 인구는 4.8인이며 집집마다 텔레비전을 보유하고 있다. 영화에 비해 외출할 필요없이 가족과 함께 즐길 수 있을 뿐 아니라 다른 일을 하면서도 볼 수 있다는 등의 이점(利點)으로 텔레비전이 사람들의 여가시간에서 차지하는 비중은 계속 커져 왔다. 그러나 경제적·시간적 여유가 생김에 따라 대리적 경험인 텔레비전에 접촉하는 동시에 스포츠·여행 등 적극적으로 레저에 참여하는 시간이 더욱 많아지게 되었다. 그렇게 되어 텔레비전은 그 성격상 레저라기보다는 생활의 일부로 생각되게 되었다.
(3) 낚시－한국에서의 낚시는 일부층(중·고령자 층)에 의해 여가에 행해지는 취미적 성향이 짙은 레저이며, 해마다 낚시인구가 증가되고 그 양상도 조금씩 변화하고 있다.
그 외에 한국인이 즐겨하는 레저활동으로서는 심신단련과 기분전환 등을 위한 등산·테니스·탁구 등이 있고, 특히 테니스·탁구는 일반에게 널리 보급되었다. 또한 90년대 들어 레저의 종류도 다양해져 래프팅, 패러글라이딩, 수상스키 등 적극적인 레저의 인기가 높다. 또한 최근에는 골프·승마 등 사치성을 띤 스포츠가 성황을 이루고 있다. 서바이벌게임도 인기가 있다. 강원도 인제군 인제읍 초입에 있는 밀리터리파크는 업그레이드된 서바이벌게임을 할 수 있는 곳이다. 이곳에 설치된 "서든어택 얼라이브" 경기장에서는 실제 시가전과 같은 게임이 벌어진다.

### 조선민주주의인민공화국
조선민주주의인민공화국에서는 최근 들어 워터파크, 수영장 같은 각종 유희 시설들을 일반인들에게 이용할 수 있도록 많이 찾는 경우가 있지만 폭염을 극복하기 위해 즐겨서 찾는 경우가 많다.

## 같이 보기
- 생활 양식
- 기분 전환
- 노동경제학
- 엔터테인먼트